# تكعيبية بدائية
التكعيبية البدائية (يشار إليها أيضًا باسم التكعيبية المبكرة والتكعيبية السابقة) هي مرحلة انتقالية وسيطة في تاريخ الفن الممتد زمنيًا منذ عام 1906 حتى عام 1910. تشير الأدلة إلى أن إنتاج اللوحات التكعيبية البدائية نتج عن سلسلة واسعة من التجارب، والظروف، والتأثيرات، والشروط، وليس عن حدث أو مسار أو فنان أو خطاب ثابت ومنعزل. يمكن تمييز هذه الفترة، التي تعود جذورها إلى أواخر القرن التاسع عشر على الأقل، بالاتجاه نحو الهندسة الراديكالية للشكل وتقليل أو تحديد لوحة الألوان (مقارنةً مع الحوشية). تعتبر أساسًا المرحلة التجريبية والاستكشافية الأولى لحركة فنية أصبحت أكثر تطرفًا، عُرفت بالتكعيبية منذ ربيع عام 1911.
تصور الأعمال الفنية التكعيبية البدائية كائنات برسومات هندسية مؤلفة من أشكال مكعبة أو مخروطية. جُرّد وهم المنظور الكلاسيكي تدريجيًا من التمثيل الموضوعي للكشف عن الجوهر البنّاء للعالم المادي (ليس كما يُرى فقط). لا ينطبق هذا المصطلح فقط على أعمال هذه الفترة لجورج براك وبابلو بيكاسو فقط، بل على مجموعة من الأعمال الفنية المنتجة في فرنسا خلال أوائل القرن العشرين، بواسطة فنانين مثل جان ميتزينجر، وألبرت غليزس، وهنري لو فوكونيه، وروبرت ديلوناي وفرناند ليجيه والأشكال الأخرى التي نشأت في أماكن أخرى في أوروبا. تتبنى الأعمال التكعيبية البدائية أساليب متباينة عديدة، وتؤثر على أفراد ومجموعات وحركات متنوعة، وتشكل في النهاية مرحلة أساسية في تاريخ الفن الحديث في القرن العشرين.

## التاريخ والتأثيرات
تتنوع الركائز الأساسية التي أدت إلى بناء الأعمال التكعيبية البدائية في طبيعتها. لم تكن متجانسة أو موحدة الخواص، وكان تقدم كل فنان فريدًا. تتراوح التأثيرات التي ميزت هذه الفترة الانتقالية من ما بعد الانطباعية، والرمزية، وليه نابي (مجموعة فنانين) والانطباعية الجديدة، وأعمال بول سيزان وجورج سورا وبول غوغان، حتى المنحوتات الأفريقية والمصرية واليونانية والميكرونيسية والأمريكية الأصلية والإيبيرية، والفن الرسومي الإيبيري.
شُكك في فكرة الشكل المتأصل في الفن منذ عصر النهضة، كتمهيد للتكعيبية البدائية. تخلى الفنان الرومانسي أوجين ديلاكروا والواقعي غوستاف كوربيه وجميع الانطباعيين عمليًا عن جزء كبير من الكلاسيكية لصالح الإحساس الفوري. شكل التعبير الديناميكي الذي فضله هؤلاء الفنانون تحديًا على عكس وسائل التعبير الثابتة التي روجت لها الأوساط الأكاديمية. استُبدل تمثيل الأجسام الثابتة التي شغلت مساحة في اللوحة، بألوان ديناميكية وشكل متطوران باستمرار. ولكن، احتاجوا وسائل أخرى للتخلص تمامًا من الأساس القديم الذي أحاط بهم. رغم أن حرية الانطباعية قد عرّضت مصلحتها للخطر، استغرق الأمر جيلًا آخر من الفنانين، ليس فقط لتقليص الصرح شيئًا فشيئًا، ولكن لإعادة بناء تكوين جديد تمامًا، مكعبًا تلو الآخر.

### سيزان
حفزت العديد من العوامل البارزة التحول من شكل فني أكثر تمثيلية إلى شكل أكثر تجردًا؛ يمكن إيجاد أحد أهم هذه التأثيرات في أعمال بول سيزان وتتمثل في رسالة نوقشت على نطاق واسع موجهة إلى إميل برنارد بتاريخ 15 أبريل 1904. كتب سيزان بشكل غامض: «فسر الطبيعة على أساس الأسطوانة والكرة والمخروط؛ ضع كل شيء في منظوره الصحيح، بحيث يتجه كل جانب من جوانب الجسم، أو المستوي، باتجاه نقطة مركزية».
اهتم سيزان بوسائل تقديم تأثير الحجم والمساحة، بالإضافة إلى انشغاله بتبسيط البنية الهندسية. تمثل نظام تعديل الألوان الكلاسيكي الخاص بتغيير الألوان من دافئة إلى باردة مع ابتعاد الكائن عن مصدر الضوء. ولكن، يمكن تلخيص ابتعاد سيزان عن الكلاسيكية بشكل أفضل في معالجة وتطبيق الطلاء نفسه؛ وهي العملية التي لعبت فيها ضربات الفرشاة دورًا مهمًا. اجتمعت تعقيدات الاختلافات السطحية (أو التعديلات) مع مستويات التحول المتداخلة، والخطوط الاعتباطية كما بدت، والتباينات والقيم لإنتاج تأثير ذو خليط قوي. أصبحت الأشكال المرقعة أكبر وأعرض وأكثر اعتباطية وديناميكية وأكثر تجردًا بشكل متزايد في أعماله اللاحقة، بعد تحقيق سيزان المزيد من الحرية. مع اكتساب مستويات الألوان استقلالًا رسميًا أكبر، بدأت الكائنات والهياكل المحددة في تفقد هويتها.
اعترف الناقد الفني لويس فوسيل بأهمية سيزان بالنسبة إلى فناني التكعيبية في مقالته التي كانت بعنوان من سيزان إلى التكعيبية (نُشرت في إيكلير، 1920). بالنسبة لفوسيل، كان للتأثير طابع مزدوج، «معماري» و«فكري». شدد على تصريح إميل برنارد بأن بصريات سيزان «ليست في العين، بل في الدماغ».
ابتكر سيزان بفضل شجاعته وخبرته شكلاً فنيًا هجينًا. جمع بين الشكل المحاكى والجامد، وهو نظام متبقي من عصر النهضة، من جهة والشكل المتحرك من جهة أخرى لتشكيل شكل هجين. لم يرى جيله في رموزه المتناقضة سوى العجز، ولم يدركوا نواياه. ولكن، رأى الجيل القادم عظمة سيزان، بسبب هذه الازدواجية تحديدًا. اعتبر سيزان في آن واحد كلاسيكيًا من قبل الذين اختاروا أن يروا في عمله تقليدًا للطبيعة والمنظور، وثوريًا من قبل الذين رأوا فيه ثورة ضد التقليد والمنظور الكلاسيكي. كانت إرادة التفكيك خجولة لكنها كانت واضحة. لم يفشل الفنانون الذين كانوا في طليعة المشهد الفني الباريسي في بداية القرن العشرين في ملاحظة هذه الميول المتأصلة في أعمال سيزان، وقرروا المغامرة أكثر فيها.
بدأ الفنانون الطليعيون في باريس (بمن فيهم جان ميتزينجر، وألبرت غليزس، وهنري لو فوكونيه، وروبرت ديلوناي، وبابلو بيكاسو، وفرناند ليجيه، وأندريه لوت، وأوثون فريز، وجورج براك، وراؤول دوفي، وموريس دي فلامنك، وألكسندر أرتشيبنكو وجوزيف تشاكي) بإعادة تقييم أعمالهم بمقارنتها مع أعمال سيزان. أقيم معرض رجعي لرسومات سيزان في صالون دوتون (صالون الخريف) عام 1904. عُرضت الأعمال الحالية في صالون دوتون في عامي 1905 و1906، تلاها استعراضان تذكاريان للماضي بعد وفاته في عام 1907. يقترح التأثير الناتج عن أعمال سيزان وسائل انتقل بواسطتها بعض هؤلاء الفنانين من مرحلة ما بعد الانطباعية، والانطباعية الجديدة، والتقسيمية والحوشية إلى التكعيبية.
لم يمتد تركيب سيزان خارجًا حول الكرة الأرضية فقط، مؤثرًا بالذين أصبحوا تكعيبيين في فرنسا، ومستقبليين في إيطاليا، ومجموعة دي بروك (الجسر)، والفارس الأزرق، والتعبيريين في ألمانيا، بل خلق أيضًا تيارات تدفقت في جميع أنحاء عالم الفن الباريسي مهددةً بزعزعة استقرار ( إن لم يتم الإطاحة بـ) ثلاثة أسس جوهرية للأوساط الأكاديمية على الأقل: الطريقة الهندسية للمنظور المستخدمة لخلق وهم الشكل والمساحة والعمق منذ عصر النهضة؛ والتشخيصية، المستمدة من مصادر أجسام حقيقية (وبالتالي تمثيلية)، والجماليات. افترض آنذاك أن كل الفنون تهدف إلى الجمال، و لا يمكن اعتبار أي شيء ليس جميلًا فنًا. ثار التكعيبيون البدائيون ضد مفهوم أن الجمال الموضوعي كان محوريًا في تعريف الفن.